# هوس الشرب
هوس الشرب (بالإنجليزية: Potomania)‏ أو هوس شرب البيرة (بالإنجليزية: beer potomania)‏ أو نقص صوديوم الدم لشاربي البيرة (بالإنجليزية: beer drinkers hyponatremia)‏ هو انخفاض في الأوسمولالية مرتبط بالاستهلاك المفرط للبيرة التي تمتاز بافتقارها للمحاليل والكهارل.
إن الاستهلاك المفرط للمشروبات الكحولية مثل البيرة أو المشروبات الأخرى المخففة بالكحول مع قليل من الطعام ومصادر الكهارل يؤدي إلى اضطراب فيها.

## الأعراض
تعد الدوخة وضعف العضلات والاضطرابات العصبية والنوبات من أعراض هوس الشرب، وهي مرتبطة بنقص صوديوم الدم ونقص بوتاسيوم الدم.
رغم أن هوس الشرب يعد مشابها لأسباب الإصابة بنقص صوديوم الدم والتسمم المائي لكنه يجب أن يعد حالة سريرية مستقلة بسبب طبيعتها المزمنة وفسلجتها المرضية وطبيعة الأعراض.

## العلاج
يجب تجب عواقب الإصابة بهوس الشرب وتصحيح الكهارل حالة مثل حال أي نوع من نقص صوديوم الدم، ومن أبرز العواقب تحلل ميالين مركز الجسر والاستسقاء. كما يجب مراقبة وظيفة الكلية وإعطاء الغذاء المناسب. وبما أنه مستوى الصوديوم المنخفض قد يكون طبيعي لهؤلاء المرضى فيجب الحذر عند تصحيح الكهارل.